# 安川高速公路
安康至陕川界高速公路，简称安川高速，是中国国家高速公路网包茂高速公路（G65）在陕西境内的重要组成路段，起自安康市汉滨区五里镇尹家营村，北接西康高速公路，经汉滨区、紫阳县、汉中市镇巴县，止于陕川交界的大巴山隧道北口，连接四川省的达陕高速公路。全长104.582公里，全线采用全封闭、全立交高速公路标准建设，行车速度为80公里/小时。起点尹家营至恒口镇贾家沟10.83公里与十天高速公路共线，采用双向八车道，路基宽度39.5米，其余路段均采用双向四车道，整体式路基宽度24.5米，分离式路基宽度2×12.25米；桥涵设计汽车荷载等级采用公路Ⅰ级。由陕西省公路勘察设计院、中交第二公路勘察设计研究院和北京交科公路勘察设计研究院三家单位负责勘测设计；路基桥隧等土建工程由中交第二公路工程局有限公司等30家施工单位承建、由陕西高速公路工程咨询有限公司等10家监理公司进行施工监理。2007年12月3日正式开工建设。

## 建设规模
全线路基土石方共计1127万立方米，桥梁48211米（双幅）/ 111座（其中特大桥26377米/14座，大桥20041米/65座），隧道33173米（双洞）/23座（其中特长隧道19538米/4座，长隧道8022米/5座），桥隧占路线总长的77.8%；全线设互通式立交7处，服务区3处，停车区3处。

## 路段
- 安康－毛坝：简称“安毛高速”，全长85.614公里，概算投资77亿元人民币，其中利用世界银行贷款3亿美元。
  - 安康－蒿坪段，于2010年12月建成通车。
  - 蒿坪－毛坝段，于2011年5月建成通车。
- 毛坝－陕川界：全长18.968公里，于2011年5月建成通车。

## 重点工程

### 凤凰山隧道
是一座上、下行分离的四车道高速公路特长隧道。左线长4945米，右线长4950米。隧道平面线形为曲线，最大埋深约620米。洞口采用削竹式洞门。隧道内共设置12处人行横洞，6处车行横洞。

### 紫阳隧道
原名米溪梁隧道，是一座上、下行分离的四车道高速公路特长隧道。左线长7920米，右线长7936米。隧道平面线形为曲线，最大埋深约800米。洞口采用削竹式洞门。隧道内共设置20处人行横洞，10处车行横洞。分别由中铁十一局集团第四工程公司和中交一公局第五工程公司负责承建。于2007年开工建设，2010年12月29日左线贯通，2011年1月13日右线贯通。

## 沿线设施列表
| 地区                                                                                         | 里程 | 类型                              | 名称          | 连接                      | 说明                  |
| -------------------------------------------------------------------------------------------- | ---- | --------------------------------- | ------------- | ------------------------- | --------------------- |
| 安康市 汉滨区                                                                                | 209  | 枢纽 · 出入口                     | 五里枢纽 五里 | 西康高速 白泉高速 316国道 | 与 十天高速共线段起点 |
| 安康市 汉滨区                                                                                | 212  | 停车场 · 加油设施 · 修车站 · 餐厅 | 安康西服务区  | 安康西服务区              |                       |
| 安康市 汉滨区                                                                                | 224  | 枢纽                              | 恒口枢纽      | 白泉高速                  | 与 十天高速共线段终点 |
| 安康市 汉滨区                                                                                |      | 隧道                              | 凤凰山隧道    | 凤凰山隧道                |                       |
| 安康市 汉滨区                                                                                |      | 隧道                              | 大岭隧道      | 大岭隧道                  |                       |
| 安康市 汉滨区                                                                                |      | 隧道                              | 快活隧道      | 快活隧道                  |                       |
| 安康市 汉滨区                                                                                |      | 隧道                              | 牛山隧道      | 牛山隧道                  |                       |
| 安康市 汉滨区                                                                                |      | 隧道                              | 瓦仓隧道      | 瓦仓隧道                  |                       |
| 安康市 汉滨区                                                                                |      | 出入口                            | 流水东        | Y304                      |                       |
| 安康市 汉滨区                                                                                |      | 隧道                              | 大湾隧道      | 大湾隧道                  |                       |
| 安康市 汉滨区                                                                                |      | 出入口                            | 流水西        | Y304                      |                       |
| 安康市 汉滨区                                                                                |      | 隧道                              | 药树梁隧道    | 药树梁隧道                |                       |
| 安康市 汉滨区                                                                                |      | 隧道                              | 火石梁隧道    | 火石梁隧道                |                       |
| 安康市 汉滨区                                                                                |      | 停车场 · 加油设施 · 修车站 · 餐厅 | 安康南服务区  | 安康南服务区              |                       |
| 安康市 紫阳县                                                                                |      | 出入口                            | 蒿坪          | 211省道                   |                       |
| 安康市 紫阳县                                                                                |      | 隧道                              | 紫阳隧道      | 紫阳隧道                  |                       |
| 安康市 紫阳县                                                                                |      | 隧道                              | 宋家梁隧道    | 宋家梁隧道                |                       |
| 安康市 紫阳县                                                                                |      | 隧道                              | 蚂蝗岭隧道    | 蚂蝗岭隧道                |                       |
| 安康市 紫阳县                                                                                |      | 出入口                            | 紫阳          | 岚紫路                    |                       |
| 安康市 紫阳县                                                                                |      | 隧道                              | 武家湾隧道    | 武家湾隧道                |                       |
| 安康市 紫阳县                                                                                |      | 隧道                              | 瓦房店隧道    | 瓦房店隧道                |                       |
| 安康市 紫阳县                                                                                |      | 隧道                              | 芭蕉隧道      | 芭蕉隧道                  |                       |
| 安康市 紫阳县                                                                                |      | 出入口                            | 权河          | 211省道                   |                       |
| 安康市 紫阳县                                                                                |      | 隧道                              | 天生桥隧道    | 天生桥隧道                |                       |
| 安康市 紫阳县                                                                                |      | 停车场 · 加油设施 · 修车站 · 餐厅 | 紫阳南服务区  | 紫阳南服务区              |                       |
| 安康市 紫阳县                                                                                |      | 隧道                              | 魁星楼隧道    | 魁星楼隧道                |                       |
| 安康市 紫阳县                                                                                |      | 出入口                            | 毛坝          | 211省道                   |                       |
| 安康市 紫阳县                                                                                |      | 隧道                              | 毛坝一号隧道  | 毛坝一号隧道              |                       |
| 安康市 紫阳县                                                                                |      | 隧道                              | 毛坝二号隧道  | 毛坝二号隧道              |                       |
| 安康市 紫阳县                                                                                |      | 隧道                              | 麻柳隧道      | 麻柳隧道                  |                       |
| 市界                                                                                         |      | 隧道                              | 新房子隧道    | 新房子隧道                |                       |
| 汉中市 镇巴县                                                                                |      | 出入口                            | 巴山          | 211省道 310省道           |                       |
| 汉中市 镇巴县                                                                                |      | 隧道                              | 牛角坪隧道    | 牛角坪隧道                |                       |
| 汉中市 镇巴县                                                                                |      | 隧道                              | 淇水村隧道    | 淇水村隧道                |                       |
| 陕川界                                                                                       |      | 隧道                              | 大巴山隧道    | 达陕高速                  |                       |
| 1.000 英里 = 1.609 千米；1.000 千米 = 0.621 英里 并行路段 • 已关闭／取消 • 限制进入 • 未开放 |      |                                   |               |                           |                       |